# NGC 6781
NGC 6781 (również Oczko) – mgławica planetarna znajdująca się w gwiazdozbiorze Orła w odległości około 2,3 tysiąca lat świetlnych. Została odkryta 30 lipca 1788 roku przez Williama Herschela.